# Квин Крик (Аризона)
Квин Крик (енгл. Queen Creek) град је у америчкој савезној држави Аризона. По попису становништва из 2010. у њему је живело 26.361 становника.

## Демографија
Према попису становништва из 2010. у граду је живело 26.361 становника, што је 22.045 (510,8%) становника више него 2000. године.
| Група             | 2000.         | 2010.          |
| Белци             | 2.921 (67,7%) | 19.516 (74,0%) |
| Афроамериканци    | 15 (0,3%)     | 895 (3,4%)     |
| Азијати           | 14 (0,3%)     | 732 (2,8%)     |
| Хиспаноамериканци | 1.294 (30,0%) | 4.566 (17,3%)  |
| Укупно            | 4.316         | 26.361         |